# Eugenia reinwardtiana
Eugenia reinwardtiana là một loài thực vật có hoa trong Họ Đào kim nương. Loài này được (Blume) A.Cunn. ex DC. mô tả khoa học đầu tiên năm 1828.

## Hình ảnh

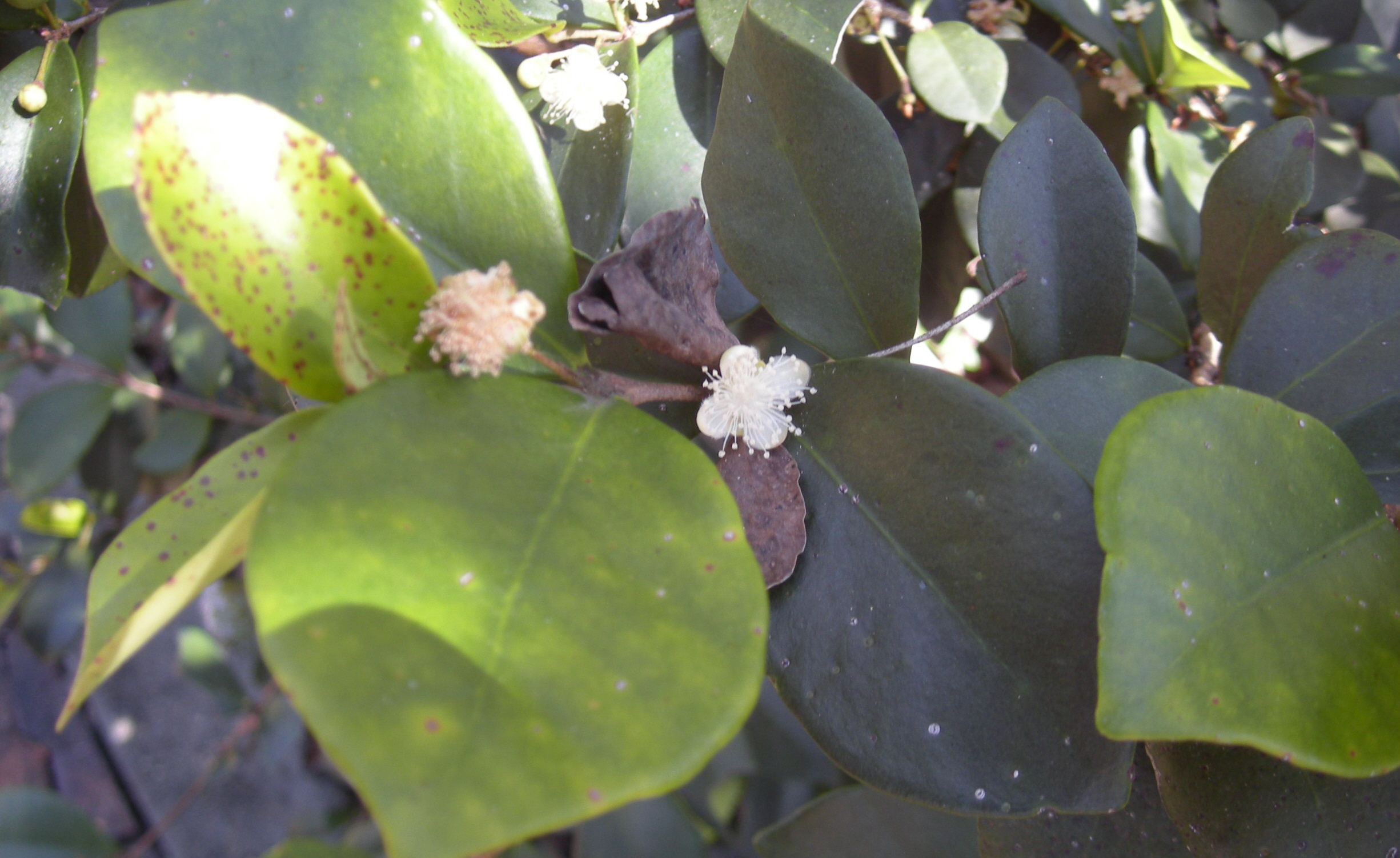
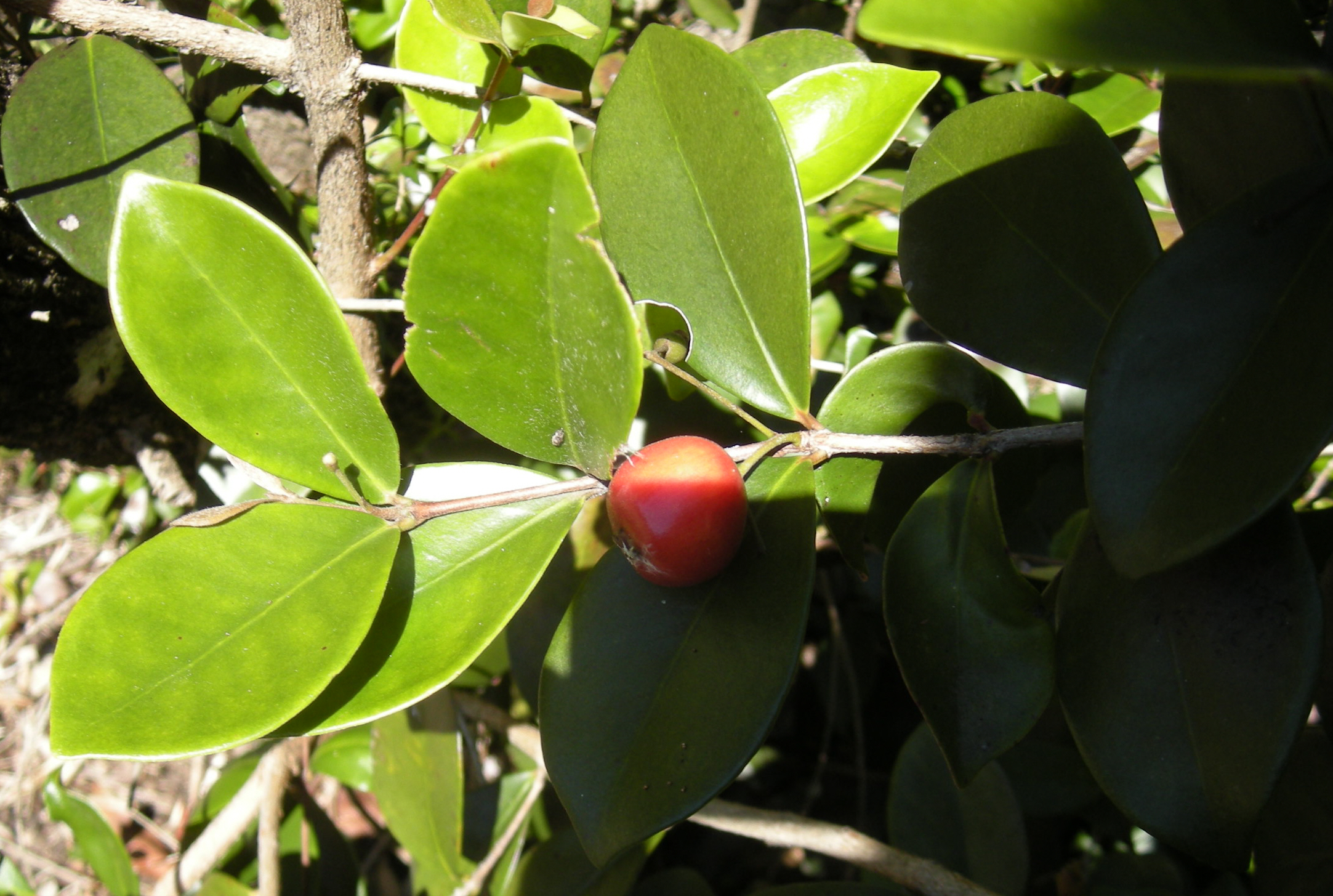
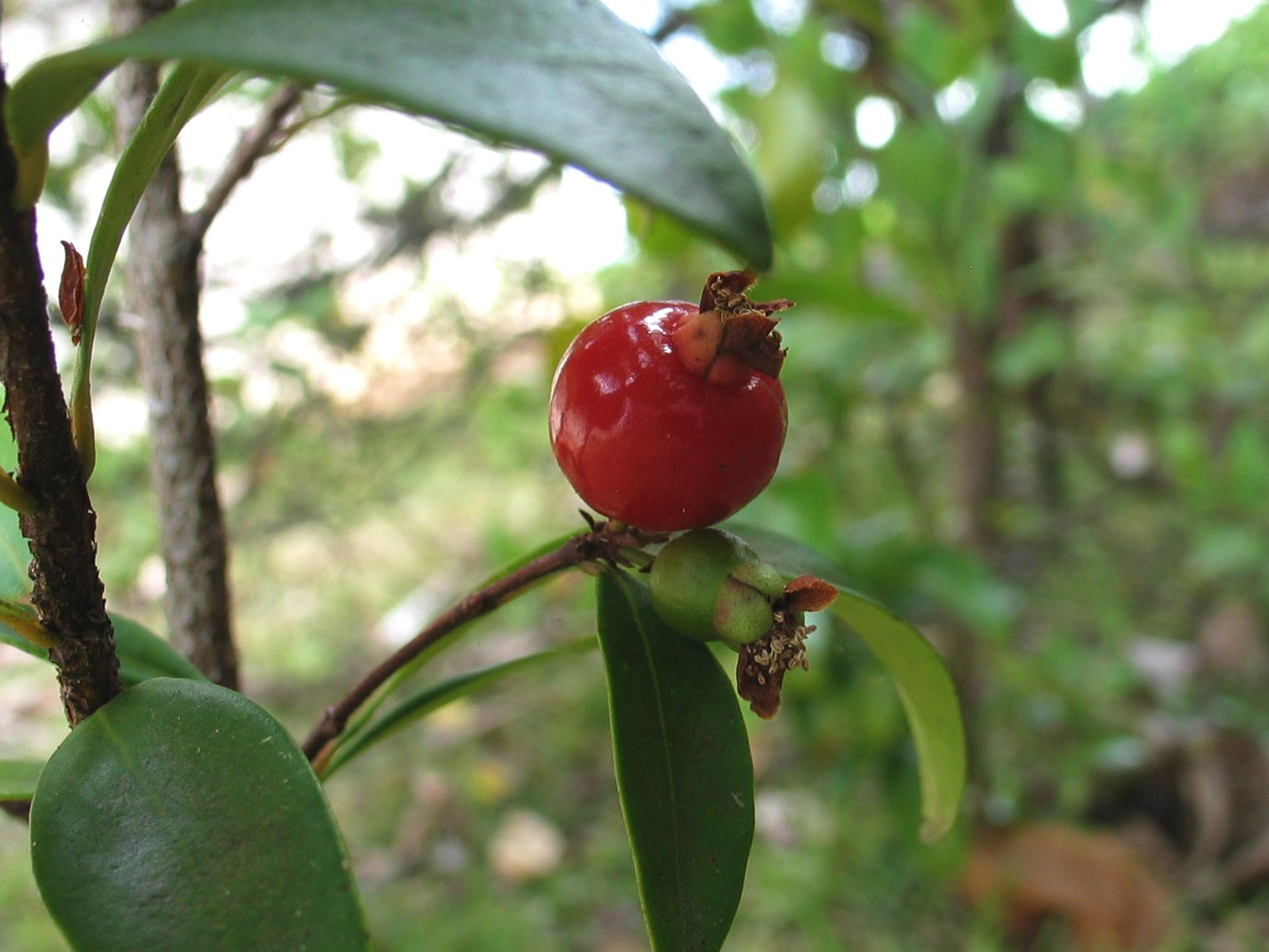
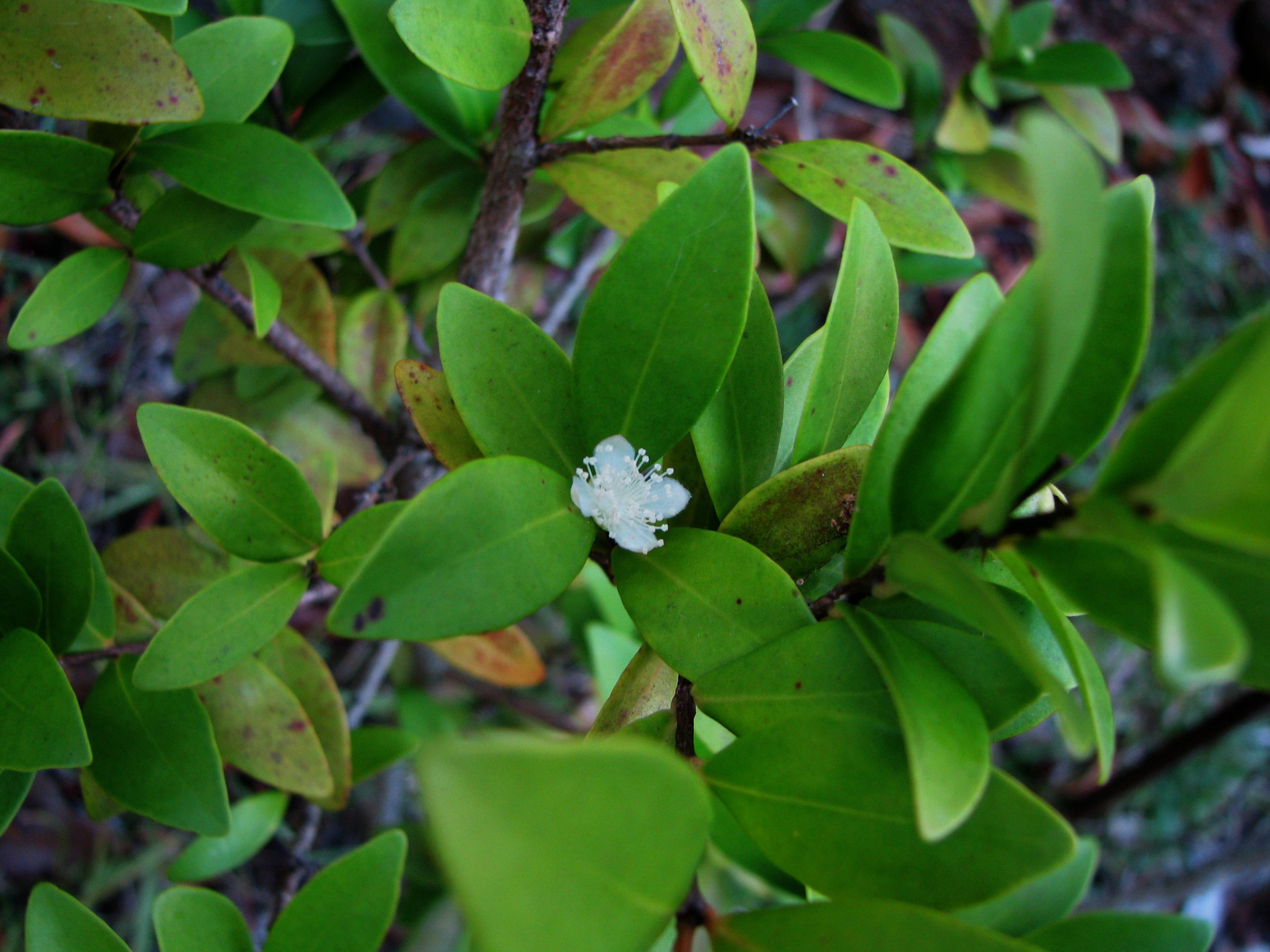